# Justification (typographie)
Pour les articles homonymes, voir Justification.
La justification, en typographie, est la longueur de la ligne la plus longue, permise par le format utile du papier sur lequel on imprime un texte ou de la longueur voulue d'un paragraphe. Elle peut s'exprimer en millimètres, en points typographiques ou en cicéros, ou en nombre de signes (un signe correspondant à une lettre). Les espaces et la ponctuation sont considérés comme des signes. Les experts suggèrent que la meilleure lisibilité sur écran est obtenue avec des lignes de 50 à 60 signes. Les journaux utilisent en général des lignes contenant moins de signes car ils sont souvent composés en colonnes avec un corps faible. Pour l'écriture de code informatique, on se limite en général à 80 signes (appelés dans ce contexte « caractères ») par ligne.
Il en découle cinq alignements types :
- alignement à gauche, ou « fer à gauche », ou « ferré à gauche », ou « drapeau droit » : toutes les lignes sont alignées à gauche ;
- alignement justifié, ou « au carré », aussi appelé « fer à gauche justification forcée », ou « justifié à gauche » : toutes les lignes sont étirées pour avoir la même longueur que la justification sauf la dernière ligne qui est seulement alignée à gauche ;
- alignement à droite, ou « fer à droite », ou « ferré à droite », ou « drapeau gauche » : toutes les lignes sont alignées à droite ;
- alignement justifié « en pavé », aussi appelé « fer à droite justification forcée », ou « justifié à droite » : toutes les lignes sont étirées pour avoir la même longueur que la justification et la dernière ligne est alignée à droite et à gauche ;
- alignement au centre : texte « centré ».

Le terme de « fer » vient de la façon dont le compositeur alignait les lignes sur son composteur, en typographie : les lignes étaient alignées sur le « fer » à gauche, sur la partie mobile du composteur, afin de créer un « drapeau » à droite ; elles étaient « ferrées » à droite, sur la partie fixe du composteur, afin de créer un « drapeau » à gauche.
D'une manière générale, plus une ligne est longue, plus il est malaisé pour le lecteur de trouver le début de la ligne suivante,. À l'inverse, des lignes exagérément courtes peuvent nuire à la lecture, chaque fixation de l’œil (qui ne parcourt usuellement pas chaque mot individuellement) n'apportant au lecteur qu'un nombre réduit d'informations. 
Pour se faire une idée, les articles de Wikipédia sont ferrés à gauche par défaut et sont par nature, selon la taille de l'écran, sa définition et la taille de la fenêtre dans laquelle le texte apparaît, d'une justification souvent trop longue, rendant la lecture inconfortable.
La dernière ligne d'un paragraphe justifié est alignée à gauche ; on parle de « ligne creuse ». Selon la norme typographique adoptée, la première ligne d'un paragraphe peut être en retrait (alinéa rentrant). Sur un document électronique comportant de nombreux paragraphes courts, on évite généralement ce retrait pour le remplacer soit par une marge inférieure (paragraphes de texte), soit par des marges supérieure et inférieure (titres), détachant mieux les paragraphes sans surcoût et les prêtant ainsi mieux à la lecture rapide.